# Peter Blank
Peter Blank (* 10. April 1962 in Frankfurt am Main) ist ein vielseitiger deutscher Leichtathlet, der rund 20 Jahre als Speerwerfer und Hochspringer aktiv war. Sein erster Erfolg war der Gewinn der Deutschen Juniorenmeisterschaft im Hochsprung im Jahr 1983 (2,23 m). 1990 erreichte er im Zehnkampf 7651 Punkte (Der Speer flog auf 79,80 m, was bis heute (2022) die beste in einem ernsthaften Zehnkampf erreichte Weite ist). Im Weitsprung erzielte er 1988 mit 7,41 m seine persönliche Bestleistung.
Der damalige Informatikstudent Peter Blank nahm einmal an Olympischen Spielen, dreimal an Europameisterschaften und fünfmal an Weltmeisterschaften teil. Er ist 1,95 m groß, sein Wettkampfgewicht betrug 103 kg.
Er startet für die LG Eintracht Frankfurt. Sein Trainer ist Bernd Bierwisch.

## Platzierungen im Speerwurf
Deutsche Meisterschaften
| Jahr  | 1984 | 1988    | 1990    | 1993 | 1994 | 1995 | 1996 | 1997 | 1998 | 1999 | 2001    | 2003 | 2004 |
| Platz | 3    | Meister | Meister | 3    | 2    | 3    | 2    | 2    | 3    | 3    | Meister | 3    | 3    |

International
- Europameisterschaften 1990 in Split: 25. mit 73,30 m
- Weltmeisterschaften 1991 in Tokio: 11. mit 72,62 m
- Europa-Cup 1991 in Frankfurt: Dritter mit 82,42 hinter dem Tschechen Jan Železný mit 82,84 und dem Russen Viktor Sajtzew mit 82,68 m
- Weltmeisterschaften 1993 in Stuttgart: 29. mit 74,10 m
- Europameisterschaften 1994 in Helsinki: 20. mit 74,88 m
- XVI. Olympische Spiele 1996 in Atlanta: 9. mit 81,82 m
- Europameisterschaften 1998 in Budapest: 7. mit 83,66 m
- Weltmeisterschaften 1999 in Sevilla: 13. mit 80,89 m
- Weltmeisterschaften 2001 in Edmonton: 17. mit 80,96 m
- Weltmeisterschaften 2003 in Paris: 8. mit 80,34 m
- Sieger beim European Winter Challenge 2001

## Leistungsentwicklung
| Jahr      | 1988  | 1990  | 1992  | 1993  | 1994  | 1995  | 1996  | 1997  | 1998  | 1999  | 2000  | 2001  | 2002  | 2003  | 2004  |
| Weite (m) | 80,84 | 82,82 | 81,12 | 80,76 | 82,56 | 83,18 | 88,12 | 86,84 | 86,99 | 87,11 | 85,45 | 88,70 | 82,24 | 84,08 | 82,65 |